# Caleta Mazzei
Die Caleta Mazzei (spanisch, in Argentinien Caleta Drago) ist eine Bucht im Zentrum der Westküste von Two Hummock Island im Palmer-Archipel westlich der Antarktischen Halbinsel. Sie liegt 3 km südsüdwestlich des Wauters Point.
Chilenische Wissenschaftler benannten sie nach Antonio Mazzei Fernández, Offizier an Bord der Maipo bei der 13. Chilenischen Antarktisexpedition (1958–1959) und danach Meteorologe auf der Piloto Pardo bei der 20. Chilenischen Antarktisexpedition (1965–1966). Der Hintergrund der argentinischen Benennung ist nicht überliefert.